# V456 Близнецов
V456 Близнецов (лат. V456 Geminorum) — двойная затменная переменная звезда типа W Большой Медведицы (EW) в созвездии Близнецов на расстоянии приблизительно 2 324 световых лет (около 713 парсек) от Солнца. Видимая звёздная величина звезды — от +13,55m до +13m. Орбитальный период — около 0,3813 суток (9,1504 часа).

## Характеристики
Первый компонент — жёлто-белая звезда спектрального класса G-F. Радиус — около 1,4 солнечного, светимость — около 2,184 солнечных. Эффективная температура — около 5920 К.
Второй компонент — жёлто-белая звезда спектрального класса G-F.